# Samo Vozár
Samo Vozár (podle matričních záznamů Vozárik, psal se také Vozáry; 3. dubna 1823, Hrachovo – 5. prosince 1850, Hrachovo, Malohont, Gemersko -Malohontská župa) byl slovenský básník, publicista a překladatel.

## Životopis
Narodil se v rodině koželuha a vzdělání získával v Hrachovu, Rožňavě, na lyceu v Levoči a od roku 1841 na lyceu v Bratislavě, kde se stal také členem a funkcionářem Ústavu řeči a literatury českoslovanské. V roce 1843 se vrátil domů, ale už následující rok odjel do Bratislavy, aby mohl pomáhat Ľudovítu Štúrovi. V roce 1848 byl během revoluce krátce uvězněn (spolu s Jánem Francisci-Rimavským, Štefanem Marko Daxnerem a jinými) a po revoluci začal pracovat jako „služný“, později byl stoličným přísežným v Rimavské sobotě. Zemřel pravděpodobně násilnou smrtí za dosud nevyjasněných okolností (předpokládá se, že ho jako panslavistu přepadli a zbili maďarští nacionalisté).

## Tvorba
První básně začal psát během studií na bratislavském lyceu. Psal nejprve v češtině, po zavedení štúrovské slovenštiny (1843) se stal jejím prvním uživatelem. Jeho tvorba byla poznamenána subjektivismem, lyrikou a metaforikou, čímž se odlišovala od soudobé štúrovské tvorby, ale jsou pro ni také typické motivy melancholie, pesimismu a nihilismu, přičemž např. sebevraždu považuje za svobodnou volbu člověka. Psal básnické cykly, lyricko-epické útvary a veršovaná dramata, v nichž se věnoval popisům hlubin lidského nitra, ale také se utápěl v osobních zármutku a bolech.
Ve své tvorbě používal v té době neobvyklé žánrové útvary, jako např. sonet, který se v té době téměř nepoužíval. Kromě poezie se věnoval také publicistice, kde obhajoval a bránil štúrovskou slovenštinu, rozvíjel slovanskou myšlenku, ale také kriticky komentoval domácí společenské poměry. Kromě vlastní tvorby se věnoval také překladům z anglické (William Shakespeare), německé (Johann Wolfgang Goethe), ruské (Alexandr Sergejevič Puškin) a polské (Adam Mickiewicz) literatury. Celá jeho tvorba zůstala kromě brožury pouze v rukopisné podobě, tiskem vyšla až v letech 1966–1967.

## Dílo
- 1843/1944 – Akžeby srdce, cyklus 18 sonetů
- 1845 – Ukojenie tôní, cyklická báseň složená ze 64 sonetů, inspirovaná smrtí matky
- 1851 – Hlas od Taťjer, polemický spis (tiskem vyšlo jako brožura až posmrtně)
- Zomrela Zenda, mladá nevesta, báseň
- Slamený domček, biela izbička, báseň